# Arcidiocesi di Bangui
L'arcidiocesi di Bangui (in latino Archidioecesis Banguensis) è una sede metropolitana della Chiesa cattolica nella Repubblica Centrafricana. Nel 2022 contava 680.000 battezzati su 1.640.000 abitanti. È retta dall'arcivescovo cardinale Dieudonné Nzapalainga, C.S.Sp.

## Territorio
L'arcidiocesi comprende la prefettura di Ombella-M'Poko e il comune autonomo di Bangui nella Repubblica Centrafricana.
Sede arcivescovile è la città di Bangui, dove si trova la cattedrale di Nostra Signora dell'Immacolata Concezione.
Il territorio è suddiviso in 33 parrocchie.

## Storia
La prima missione cattolica nell'Oubangui Chari fu fondata dai missionari spiritani nel 1894, inviati in questa terra dal vicario apostolico del Congo francese superiore (oggi arcidiocesi di Brazzaville).
La prefettura apostolica dell'Oubangui Chari fu eretta l'8 maggio 1909 con il decreto In generalibus comitiis di Propaganda Fide, ricavandone il territorio dal vicariato apostolico del Congo francese superiore.
Il 14 febbraio 1911 si ampliò con porzioni di territorio cedute dal vicariato apostolico dell'Africa centrale (oggi arcidiocesi di Khartoum).
Il 28 aprile 1914 cedette una porzione del suo territorio a vantaggio dell'erezione della prefettura apostolica di Adamaua (oggi diocesi di Nkongsamba).
La prefettura apostolica fu elevata a vicariato apostolico il 2 dicembre 1937 con la bolla Si christiana res di papa Pio XI.
Tra il 1934 e il 1937 fu costruita la cattedrale a Bangui, inaugurata dal vescovo Marcel-Auguste-Marie Grandin il 27 marzo 1938, con l'ordinazione sacerdotale del primo prete centrafricano, Barthélémy Boganda.
Il 28 maggio 1940 cedette un'altra porzione di territorio a vantaggio dell'erezione della prefettura apostolica di Berbérati (oggi diocesi) e contestualmente mutò il proprio nome in vicariato apostolico di Bangui.
Il 14 giugno 1954 cedette un'ulteriore porzione di territorio a vantaggio dell'erezione della prefettura apostolica di Bangassou (oggi diocesi).
Il 14 settembre 1955 il vicariato apostolico è stato elevato al rango di arcidiocesi metropolitana con la bolla Dum tantis di papa Pio XII.
Il 18 dicembre 1965, il 10 giugno 1995 e il 28 giugno 1997 ha ancora ceduto porzioni del suo territorio a vantaggio dell'erezione rispettivamente delle diocesi di Bambari, di Mbaïki e di Kaga-Bandoro.
Durante la visita pastorale in Africa centrale, il 29 novembre 2015 papa Francesco ha aperto il portale della cattedrale di Bangui, divenuta prima porta santa del Giubileo straordinario della misericordia.

## Cronotassi dei vescovi
Si omettono i periodi di sede vacante non superiori ai 2 anni o non storicamente accertati.
- Pierre Cotel, C.S.Sp. † (27 maggio 1909[6] - 24 novembre 1913 dimesso)[7]
- Jean-René Calloc'h, C.S.Sp. † (21 gennaio 1914 - 1926 dimesso)
- Marcel-Auguste-Marie Grandin, C.S.Sp. † (2 maggio 1928 - 4 agosto 1947 deceduto)
- Joseph Cucherousset, C.S.Sp. † (9 aprile 1948 - 16 settembre 1970 deceduto)
- Joachim N'Dayen † (16 settembre 1970 succeduto - 26 luglio 2003 dimesso)
- Paulin Pomodimo (26 luglio 2003 - 26 maggio 2009 dimesso)
  - Sede vacante (2009-2012)
- Dieudonné Nzapalainga, C.S.Sp., dal 14 maggio 2012

## Statistiche
L'arcidiocesi nel 2022 su una popolazione di 1.640.000 persone contava 680.000 battezzati, corrispondenti al 41,5% del totale.
| anno | popolazione | popolazione | popolazione | presbiteri | presbiteri | presbiteri | presbiteri                | diaconi | religiosi | religiosi | parrocchie |
| anno | battezzati  | totale      | %           | numero     | secolari   | regolari   | battezzati per presbitero | diaconi | uomini    | donne     | parrocchie |
| ---- | ----------- | ----------- | ----------- | ---------- | ---------- | ---------- | ------------------------- | ------- | --------- | --------- | ---------- |
| 1950 | 35.000      | 665.000     | 5,3         | 44         | 2          | 42         | 795                       |         | 50        | 28        | 463        |
| 1959 | 79.748      | 480.000     | 16,6        | 57         | 4          | 53         | 1.399                     |         | 66        | 85        |            |
| 1969 | 131.805     | 650.000     | 20,3        | 76         | 15         | 61         | 1.734                     |         | 82        | 143       | 30         |
| 1978 | 161.662     | 708.978     | 22,8        | 61         | 11         | 50         | 2.650                     |         | 69        | 106       | 29         |
| 1990 | 240.317     | 769.000     | 31,3        | 68         | 18         | 50         | 3.534                     | 1       | 74        | 96        | 32         |
| 1999 | 203.322     | 809.713     | 25,1        | 66         | 27         | 39         | 3.080                     |         | 61        | 125       | 22         |
| 2000 | 208.438     | 829.955     | 25,1        | 66         | 28         | 38         | 3.158                     |         | 56        | 144       | 25         |
| 2001 | 214.858     | 850.703     | 25,3        | 70         | 32         | 38         | 3.069                     |         | 55        | 119       | 25         |
| 2002 | 214.858     | 871.970     | 24,6        | 70         | 35         | 35         | 3.069                     |         | 52        | 119       | 25         |
| 2003 | 166.135     | 893.970     | 18,6        | 70         | 42         | 28         | 2.373                     |         | 45        | 125       | 25         |
| 2004 | 201.131     | 916.462     | 21,9        | 74         | 40         | 34         | 2.717                     |         | 45        | 104       | 25         |
| 2006 | 224.071     | 964.105     | 23,2        | 76         | 42         | 34         | 2.948                     |         | 46        | 108       | 25         |
| 2012 | 487.000     | 1.083.000   | 45,0        | 84         | 32         | 52         | 5.797                     |         | 66        | 110       | 25         |
| 2015 | 515.000     | 1.218.000   | 42,3        | 119        | 35         | 84         | 4.327                     |         | 119       | 154       | 25         |
| 2018 | 544.935     | 1.312.000   | 41,5        | 112        | 40         | 72         | 4.865                     |         | 115       | 159       | 26         |
| 2020 | 657.000     | 1.584.200   | 41,5        | 112        | 34         | 78         | 5.866                     |         | 130       | 160       | 33         |
| 2022 | 680.000     | 1.640.000   | 41,5        | 114        | 42         | 72         | 5.964                     |         | 107       | 183       | 33         |